# Danh sách phim điện ảnh Thổ Nhĩ Kỳ năm 2023
Đây là danh sách các bộ phim của điện ảnh Thổ Nhĩ Kỳ dự kiến phát hành vào năm 2023.

## Tháng 1 – Tháng 3
| Khởi chiếu      | Khởi chiếu | Tiêu đề                                   | Đạo diễn                        | Dàn diễn viên                                      | Thể loại             | Tham khảo |
| --------------- | ---------- | ----------------------------------------- | ------------------------------- | -------------------------------------------------- | -------------------- | --------- |
| T H Á N G M Ộ T | 6          | Rafadan Tayfa Galaktik Tayfa              | İsmail Fidan                    | Emine Sergen Kazbek, Şirin Giobbi, Yağmur Sergen   | Hoạt hình            | [ 1 ]     |
| T H Á N G M Ộ T | 6          | Sevda Mecburi İstikamet                   | Çağan Irmak                     | Kubilay Aka Selin Şekerci Elif Ceren Balıkçı       | Chính kịch           | [ 2 ]     |
| T H Á N G M Ộ T | 6          | Düşeş 1 - Mafya Sızıntısı                 | Bilal Kalyoncu                  | Ufuk Özkan Bülent Çolak Korhan Herduran            | Hài                  | [ 3 ]     |
| T H Á N G M Ộ T | 6          | Evlad-ı Cin                               | Suat Ergin                      | Berna Gülen Serhat Şentürk Yavuz Gürbüz            | Kinh dị              | [ 4 ]     |
| T H Á N G M Ộ T | 13         | İllegal Hayatlar                          | Cenk Çelik                      | Mahsun Karaca Müjde Uzman Mehmet Kahraman          | Hài                  | [ 5 ]     |
| T H Á N G M Ộ T | 13         | Tamiri Mümkün                             | Recep Yılmaz                    |                                                    | Tài liệu             | [ 6 ]     |
| T H Á N G M Ộ T | 13         | Ammar 3: Cin Kabilesi                     | Ahmet Yaşar Gümüş               | Naz Gedik İzzet Çivril Reyhan İlhan                | Kinh dị              | [ 7 ]     |
| T H Á N G M Ộ T | 13         | Bursa Bülbülü                             | Hakan Algül                     | Ata Demirer Cem Gelinoğlu Özge Özacar              | Hài                  | [ 8 ]     |
| T H Á N G M Ộ T | 20         | Kutsal Damacana 4                         | Kamil Çetin                     | Müjde Uzman Şafak Sezer Onur Büyüktopçu            | Hài                  | [ 9 ]     |
| T H Á N G M Ộ T | 20         | 49                                        | Hakan İnan                      | İsmail Hacıoğlu Hande Doğandemir Kerem Alışık      | Chính kịch Hành động | [ 10 ]    |
| T H Á N G M Ộ T | 20         | Caniko                                    | Selçuk Metin                    |                                                    | Tài liệu             | [ 11 ]    |
| T H Á N G M Ộ T | 27         | Demir Kadın: Neslican                     | Özgür Bakar                     | Çağla Irmak Yurdaer Okur İlker Aksum               | Chính kịch Tiểu sử   | [ 12 ]    |
| T H Á N G M Ộ T | 27         | İfrit-i Cin                               | Ertuğrul Yüreklikul             | Burak Ergün Canan Çalışkan Ertuğrul Yüreklikul     | Kinh dị              | [ 13 ]    |
| T H Á N G H A I | 3          | Musallat 3                                | Özgür Bakar                     | Kurtuluş Şakirağaoğlu Pelinsu Çiçeli İbrahim Aslan | Kinh dị              | [ 14 ]    |
| T H Á N G H A I | 3          | Prestij Meselesi                          | Mahsun Kırmızıgül               | Engin Hepileri Eser Yenenler Aslıhan Güner         | Chính kịch           | [ 15 ]    |
| T H Á N G H A I | 17         | Kırmızı Başlıklı Kız ve Bizim Kahramanlar | Erhan Yiğit                     |                                                    | Hoạt hình            | [ 16 ]    |
| T H Á N G H A I | 24         | Batıl 2                                   | Bedel Art                       | Buket Sivrikaya Şeyma Yücela Adem Gerçek           | Kinh dị              | [ 17 ]    |
| T H Á N G H A I | 24         | Cin Sureti                                | Burak Küçük                     | Burak Küçük Seyhan Çakaloğlu Sıla İldemlik         | Kinh dị              | [ 18 ]    |
| T H Á N G B A   | 3          | İyi Adamın 10 Günü                        | Uluç Bayraktar                  | Nejat İşler İlayda Akdoğan Nur Fettahoğlu          | Chính kịch           | [ 19 ]    |
| T H Á N G B A   | 10         | Uçuş 811                                  | Hakan Kerim Karademir           | Burcu Kara Emre Karayel Yosi Mizrahi               | Chính kịch           | [ 20 ]    |
| T H Á N G B A   | 10         | Ulan Salih                                | Bülent Terzioğlu                | İnan Ulaş Torun Eslem Akar Levent Sülün            | Hài                  | [ 21 ]    |
| T H Á N G B A   | 10         | Tek Yürek İmalat-ı Harbiye                | Serdar Çetinkaya                | Turgay Tanülkü İnanç Konukçu Sitare Akbaş          | Chính kịch           | [ 22 ]    |
| T H Á N G B A   | 10         | Ne Olacak Halim?                          | Semra Dündar                    | Emre Altuğ Algı Eke Lemi Filozof                   | Hài Lãng mạn         | [ 23 ]    |
| T H Á N G B A   | 17         | Cin Büyüsü                                | Batuhan Çelik                   | Gizem Ayten Ahmet Eymen Akyüz Bahar Cemre Sarıkaya | Kinh dị              | [ 24 ]    |
| T H Á N G B A   | 17         | Haris                                     | Kadir Genç                      | Mesut Gedikoğlu Hasret Yılmaz Sinem Can Aksu       | Kinh dị              |           |
| T H Á N G B A   | 24         | Gerçek Cinler 2                           | Onur Aldoğan                    | Lara Fandaklı Gizem Noyan Onur Aldoğan             | Kinh dị              |           |
| T H Á N G B A   | 24         | Motelde Katliam                           | Murat Kuşçu                     | Feyza Aydın Kılıç Aleyna Kılıç Bülent Mert         | Kinh dị              |           |
| T H Á N G B A   | 24         | Kestik Babacım                            | Atakan Şatıroğlu                | Erman Erbek Yağmur Sevgi Koysal Ceyhun Tutal       | Hài                  |           |
| T H Á N G B A   | 31         | Kral Şakir: Mikrop Avcıları Cumburlop     | Haluk Can Dizdaroğlu Berk Tokay |                                                    | Hoạt hình            |           |
| T H Á N G B A   | 31         | Ecinni 4: Ecel                            | Mehmet Sağlam                   | Merve Ateş Fatih Paşalı Yasemin Kurttekin          | Kinh dị              |           |
| T H Á N G B A   | 31         | Kızım                                     | İhsan Gökhan Gökçay             | Erol Yavan Sinem Dalkıran Pınar Kartal             | Giật gân Chính kịch  |           |
| T H Á N G B A   | 31         | Paranoid                                  | Doğuş Arslan                    | Emre Tetikel Meryem Turan Emre Karoğlu             | Giật gân             |           |